# Ivan Martynov
Pour les articles homonymes, voir Martynov.
Ivan Ivanovitch Martynov (en russe : Иван Иванович Мартынов) est un botaniste russe, né en 1771 et mort vers 1833.
Il est l'auteur de Техно-ботанический словарь на латинском и российском языках, составленный Иваном Мартыновым.- Спб.: В тип. Имп Рос. Акад., (1820), en français : glossaire techno-botanique en latin et en russe qui est un glossaire des termes de botanique en latin et en russe. Il était spécialisé dans les spermatophytes.

## Biographie
Né en 1771 à Perevolochna, Ivan Martynov venait d'une famille de prêtre.
Il a étudié au séminaire slavon de Poltava jusqu'en 1788, puis au séminaire Alexandre-Nevski de 1788 à 1792. Après avoir terminé ses études au séminaire, il est devenu enseignant de langue grecque, puis de grammaire latine, de poésie et de rhétorique, avant de rejoindre le bureau de la chancellerie du Collège des Affaires étrangères.
En 1796, il a commencé à publier le magazine « Muza », une publication littéraire qui a attiré la collaboration de personnalités importantes comme Gavrila Derjavine, Mikhaïl Speranski, les Lvov, Piotr Slovtsov, et d'autres écrivains et intellectuels de renom.
En 1797, Martynov a été nommé professeur de langue russe et de géographie à l'Institut Smolny. Sur ordre de Nikolaï Novossiltsev et d'Alexandre Stroganov, il a réalisé de nombreuses traductions. Du 24 janvier 1803 au 17 février 1817, il a été directeur de la chancellerie du département du Ministère de l'Éducation publique "par ordre impérial". Il a contribué à la création de l'Institut pédagogique (où il donnait des conférences sur l'esthétique) et de nombreux autres établissements d'enseignement. Il a participé à l'élaboration des statuts des universités de Dorpat, Moscou, Kazan et Kharkov, ainsi que des règlements pour l'Institut pédagogique de Saint-Pétersbourg.
Entre 1804 et 1805, il a publié le journal « Le Messager du Nord », puis en 1806, le journal « Lyceum ». La même année, il rédigea le règlement sur la censure.
De 1823 à 1829, Martynov a publié 26 volumes de traductions des classiques grecs tels que Sophocle, Homère, Hérodote, Pindare, et d’autres. Chaque traduction était accompagnée de vastes explications historico-philologiques. Les poèmes étaient traduits en prose, à l'exception d'Anacréon, rendu en vers blancs.
Cependant, la contribution la plus importante d'Ivan Martynov à la science fut la publication en 1820 d'un dictionnaire de terminologie et de nomenclature botanique. Ce dictionnaire utilisait une terminologie latine et russe, basée sur le français. Lorsque son « Dictionnaire techno-botanique » a été réédité en 1990 et l'importance de son travail reconnue, les botanistes systématiciens Ruurd Hoogland et James Reveal ont annoncé la modification de l'attribution de certains noms de taxons de haut rang en faveur de Martynov.
Martynov est décédé le 20 octobre (1er novembre) 1833 avec le grade de conseiller d'État réel. Il a été enterré au cimetière orthodoxe de Smolensk (avec sa fille Nadejda Zvenigorodskaya et son fils Konstantin Martynov), mais sa tombe a été perdue.

## Autres formes de son nom
- Ivan Martinov
- Jean Martinoff